# Ernst Schemmel
Ernst Schemmel (ur. 11 września 1883 w Doberlug-Kirchhain, zm. 10 grudnia 1943 w Dreźnie) – niemiecki policjant, SS-Oberscharführer, zbrodniarz hitlerowski, uczestnik akcji T4, członek personelu obozów zagłady w Bełżcu i Treblince.

## Życiorys
Z zawodu był policjantem. Przed wybuchem II wojny światowej służył w szeregach niemieckiej policji kryminalnej. Później został oddelegowany do udziału w akcji T4, czyli tajnym programie eksterminacji osób psychicznie chorych i niepełnosprawnych umysłowo. Pełnił funkcję kierownika administracyjnego w ośrodkach eksterminacji akcji T4 na Zamku Sonnenstein oraz na Zamku Hartheim.
Na początku 1942 roku podobnie jak wielu innych uczestników programu „eutanazji” otrzymał przydział do personelu akcji „Reinhardt”. W stopniu SS-Oberscharführera służył w obozie zagłady w Bełżcu. Przez kilka tygodni, na przełomie września i października 1942 roku, czasowo pełnił obowiązki komendanta obozu zagłady w Treblince. Najprawdopodobniej jedynie zastępował przebywającego na urlopie Franza Stangla, aczkolwiek Raul Hilberg był skłonny stawiać go w jednym rządzie z „pełnymi” komendantami Treblinki – tj. wspomnianym Stanglem oraz Irmfriedem Eberlem i Kurtem Franzem.
Zmarł 10 grudnia 1943 roku, w czasie gdy przebywał na urlopie w Dreźnie.